# Ayşe Hümaşah Sultan
Ayşe Hümaşah Sultan (Turco ottomano عائشه ھما شاہ سلطان, lett. "vita" e "fenice dello Şah"; Costantinopoli, 1541 – Costantinopoli, 1598) è stata una principessa ottomana. Era figlia della principessa Mihrimah Sultan dell'Impero Ottomano e di suo marito Rüstem Pascià (Gran Visir nel 1544–1553, 1555–1561), e i suoi nonni materni erano il Sultano Solimano il Magnifico (r. 1520-1566) e la sua consorte preferita e moglie legale, Hürrem Sultan.

## Biografia
Nata a Costantinopoli nel 1541, era la prima e unica figlia femmina dei suoi genitori, e anche la prima nipote dei suoi nonni materni, il Sultano Solimano I e sua moglie Hurrem Sultan. Aveva un fratello minore, Sultanzade Osman Bey, e forse altri, il cui numero e nomi sono però contestati. Non aveva sorelle. Come sua cugina Hümaşah Sultan, secondo quanto riferito era amata dal loro nonno. Un segno dell'affetto di Solimano nei suoi confronti può essere visto nel suo titolo: come figlia di una principessa imperiale e non di un principe, le sarebbe spettato il titolo di Hanımsultan, ma il nonno le concesse invece quello superiore di Sultan, parificandola alle cugine nate dagli zii.
Il 27 novembre 1557 sposò Semiz Ahmed Pascià, futuro Gran Visir: lei aveva 16 anni, mentre lo sposo ne aveva 65. Con lui ebbe cinque figli e cinque figlie. Era anche la nonna di Semiz Mehmed Pascià.
Ayşe Hümaşah era politicamente attiva, essendo la moglie di un Gran Visir e la figlia della più grande principessa, Mihrimah Sultan. Era anche l'unica erede del patrimonio di sua madre, da cui non ricevette solo la sua vasta ricchezza (inclusi 5 palazzi) ma anche la cultura per la filantropia, che fu poi trasmessa ai suoi figli, per volontà di Mihrimah. Era vicina a Safiye Sultan durante il regno di Murad III, che sostenne contro Nurbanu Sultan.
Semiz Ahmed Pascià morì nel 1580 e Ayşe Hümaşah il 6 aprile 1582 sposò Ahmed Ferîdûn Pascià all'interno del palazzo di Ibrahim Pascià, ma il matrimonio durò solo 11 mesi perché il pascià morì il 16 marzo 1583.
Ayşe Hümaşah morì nel 1598 e fu sepolta nel complesso (Külliye) Şeyh 'Azîz Mahmûd Hüdâyî Efendi, a Üsküdar, vicino alla moschea di sua madre Mihrimah Sultan o sepolta nella Moschea Mihrimah Sultan a Edirnekapi.

## Discendenza
Ayşe Hümaşah ebbe cinque figli e cinque figlie dal suo primo marito:

### Figli
- Sultanzade Mahmud Pascià († 1602 sepolto nella Moschea di Mihrimah Sultan) Sanjak-bey di Kastamonu e Nakhchivan.
- Sultanzade Mehmed Bey († 1605, sepolto nella Moschea di Mihrimah Sultan) sanjak-bey dell'Erzegovina.
- Sultanzade Şehid Mustafa Pascià († 1593 sepolto nella Moschea di Mihrimah Sultan) sanjak-bey di Clissa;
- Sultanzade Osman Bey († 1598 sepolto nella Moschea di Mihrimah Sultan) Sanjak-bey di Karahisar.
- Sultanzade Abdurrahman Bey (morto nel 1596/1597), sepolto nella Moschea Mihrimah Sultan). Sposò sua nipote Ayşe Hanım, figlia di sua sorella Saliha e di Cığalazade Yusuf Sinan Pasha e ebbe da lei un figlio, Semiz Mehmed Pasha.

### Figlie
- Saliha Hanımsultan (1561-1580, sepolta nella Moschea di Mihrimah Sultan) Si sposò nell'ottobre 1576 con Cığalazade Yusuf Sinan Pascià; Ebbe un figlio, Cağaloğlu Mahmud Pasha (morto nel 1643. Sposò due figlie del sultano Mehmed III, Hatice Sultan il 10 febbraio 1612 e, dopo la sua morte nel 1613, la sua sorellastra Hümaşah Sultan nell'ottobre 1613), e una figlia, Ayşe Hanım (che sposò suo zio materno, Sultanzade Abdurrahman Bey). Sua nonna Mihrimah Sultan spese per il suo matrimonio 70.000 monete d'oro.
- Safiye Hanımsultan (sepolta nella Moschea di Mihrimah Sultan) Sposò Cığalazade Yusuf Sinan Pascià nel marzo 1581, dopo la morte di sua sorella. Ebbe due figli, Mehmed Bey (che sposò una figlia di Murad III) e Hüseyn Bey, e una figlia.
- Hatice Hanımsultan. Sposò Kapıcıbaşı Mahmud Bey nel dicembre 1584. Inizialmente Mahmud avrebbe dovuto sposare Ayşe Sultan, nipote della sua protettrice Nurbanu Sultan, ma dopo la sua morte nel 1583, la madre della sposa, Safiye, lo sposò invece ad Hatice, cosicché potesse sposare la figlia a un candidato di sua scelta.
- Ayşe Hanımsultan.
- Fatma Hanımsultan, sposata nel marzo 1596 con Yenemli Hasan Pasha. Ebbe due figli e una figlia.